# Bokoxe
Bokoxe (Dorcus parallelipipedus), även kallad liten ekoxe, är en skalbagge i familjen ekoxbaggar (Lucanidae). Den lever i lövskog, särskilt bokskog. Larven lever i multnande ved, som stubbar eller nedfallna grenar. Vuxna individer är mellan 20 och 30 millimeter. 
Andra träd som arten besöker tillhör släktena Castanea, Juglans, Populus, Quercus och Salix. Vuxna exemplar vistas gärna vid trädens söta vätskor och under nätter nära ljuset. I Rumänien registrerades bokoxe tillsammans med ekoxe och större ekbock på samma träd.
Utbredningen omfattar en stor del av Europa, inklusive europeiska delar av Ryssland samt över Turkiet och Kaukasus fram till Iran. Bokoxe saknas i Irland och i norra delen av Storbritannien. I Sverige framför allt i Skåne till östra Småland, Öland och Gotland. 
I Sverige var bokoxen upptagen som nära hotad (missgynnad) på 2005 års rödlistning över hotade arter. I 2010 års rödlista anges arten inte längre som hotad i landet som helhet. Året 2004 listades arten som nära hotad i Danmark. Hela beståndet anses vara livskraftig (LC) enligt IUCN.